# At the Edge of Light
At the Edge of Light je šestadvacáté sólové studiové album anglického kytaristy Stevea Hacketta. Vydáno bylo 25. leden 2019 společností Inside Out Music. Na desce se podíleli například Durga McBroom, Nick D'Virgilio, Simon Phillips, ale také Hackettův bratr John Hackett. Převážná část alba byla nahrána v Hackettově vlastním studiu, ale části byly nahrány i v jiných studiích.

## Seznam skladeb
1. Fallen Walls and Pedestals
2. Beasts in Our Time
3. Under the Eye of the Sun
4. Underground Railroad
5. Those Golden Wings
6. Shadow and Flame
7. Hungry Years
8. Descent
9. Conflict
10. Peace

## Obsazení
- Steve Hackett – kytara, dobro, baskytara, harmonika, zpěv
- Durga McBroom – zpěv
- Lorelei McBroom – zpěv
- Nick D'Virgilio – bicí
- Simon Phillips – bicí
- Sheema Mukherjee – sitár
- Malik Mansurov – tar
- Jonas Reingold – baskytara
- Paul Stillwell – didgeridoo
- Gulli Briem – bicí, perkuse
- Rob Townsend – tenorsaxofon, flétna, duduk, bassklarinet
- Amanda Lehmann – zpěv
- John Hackett – flétna
- Gary O'Toole – bicí
- Roger King – klávesy, programování, orchestrální aranžmá
- Benedict Fenner – klávesy, programování
- Dick Driver – kontrabas
- Christine Townsend – housle, viola